# Бурбан Михайло Іванович
Михайло Іванович Бурбан (22 жовтня 1943, село Липівці, тепер Львівського району Львівської області — 6 вересня 2012, місто Дрогобич Львівської області) — український хоровий диригент, музикознавець, професор Дрогобицького державного педагогічного університету імені Івана Франка. Кандидат мистецтвознавства (1990), професор (2002).

## Життєпис
У 1963—1965 роках працював викладачем педагогічного училища міста Новий Буг Миколаївської області.
У 1968 році закінчив Львівську державну консерваторію (клас Є. Вахняка).
У 1968—1971 роках — викладач Самбірського культурно-освітнього училища.
У 1971—1974 роках — завідувач музичної частини Львівського обласного музично-драматичного театру в місті Дрогобичі.
Потім працював викладачем, старшим викладачем (з 1976 року), доцентом (з 1991 року), професором (з 2002 року) музично-педагогічного факультету Дрогобицького державного педагогічного інституту (університету) імені Івана Франка. Одночасно, з 1986 року — завідувач кафедри методики музичного виховання, співів та хорового диригування музично-педагогічного факультету Дрогобицького державного педагогічного інституту (університету) імені Івана Франка.
Був керівником хорів педагогічного та культурно-освітнього училищ, навчальних хорів музично-педагогічного факультету, Народної хорової капели «Каменяр», «Бояна Бориславського» (м. Борислав), симфонічного і камерного оркестрів Дрогобицького державного педагогічного інституту імені Івана Франка та Дрогобицької музичної школи. Також був засновником хору та музично-просвітницького товариства Дрогобицький «Боян»; започаткував конкурс хорів імені С. Сапруна у місті Дрогобичі (1998). З 1999 року — художній керівник Народної хорової капели «Воля» (м. Трускавець).
Автор музики до театральних вистав: «Серце Довбуша» В. Євлампієва, «За дев'ятим порогом» («Запорозька Січ») О. Коломійця. Досліджував проблеми хорового і театрального мистецтва, музичної освіти й виховання. Упорядник збірника хорових творів «Музична символіка України» (Дрогобич, 1992), автор монографії «Українські хори та диригенти» (Дрогобич, 2007).
Помер 6 вересня 2012 року в місті Дрогобичі. 